# Mönchaltorf
Mönchaltorf je obec v kantonu Curych ve Švýcarsku. Žije zde  obyvatel.

## Geografie
Obec leží v oblasti Curyšské vysočiny mezi okresním městem Uster a sousedními obcemi Gossau, Egg a Greifensee na úpatí masivu Pfannenstiel v bývalé bažinaté oblasti. Obcí protékají tři potoky: Mönchaltorfer Aa, Mettlenbach a Tüfentalerbach, které se v obci spojují do říčky Mönchaltorfer Aa. Ta vtéká do jezera Greifensee s ústím u Aaspitz, jeho jižním koncem u přístaviště lodí.
Nejvyšší (a nejsevernější) bod obce je 569 m n. m. na Gibelu, severně od osady Gibel, nejnižší je břeh jezera Greifensee u Aaspitz ve výšce 435 m n. m.
K Mönchaltorfu patří osada Heusberg, která do roku 1770 patřila k farnosti Uster. Díky tomu má Mönchaltorf společnou hranici také s Wetzikonem. Heusberg je jednou ze tří exkláv v kantonu Curych.

## Historie

Letecký pohled (1947)

Místo je poprvé zmíněno v roce 741 jako alemanské sídlo „Villa Altorf“. Když bylo v roce 744 převzato klášterem St. Gallen, dostalo jméno „Altorf monarchorum“ (Mönch-Altorf).
V osadě Burg stával bývalý hrad Liebenberg. Na počátku 13. století byl sídlem pánů z Liebenbergu. Od roku 1293 do roku 1391 byl lénem kláštera St. Gallen rodu Giel von Glattburg (z Liebenbergu) a poté byl zakoupen habsburskými služebníky z rodu Gessler. Ti jej v roce 1408 zastavili městu Curych, kde zůstal až do svého zničení během staré curyšské války v roce 1440. Druhý hrad s názvem Liebenberg stál východně od Kollbrunnu nad údolím Tösstal.
V roce 1909 byla uvedena do provozu elektrická tramvajová trať Uster – Mönchaltorf – Oetwil. V roce 1949 byl její provoz ukončen.

## Obyvatelstvo

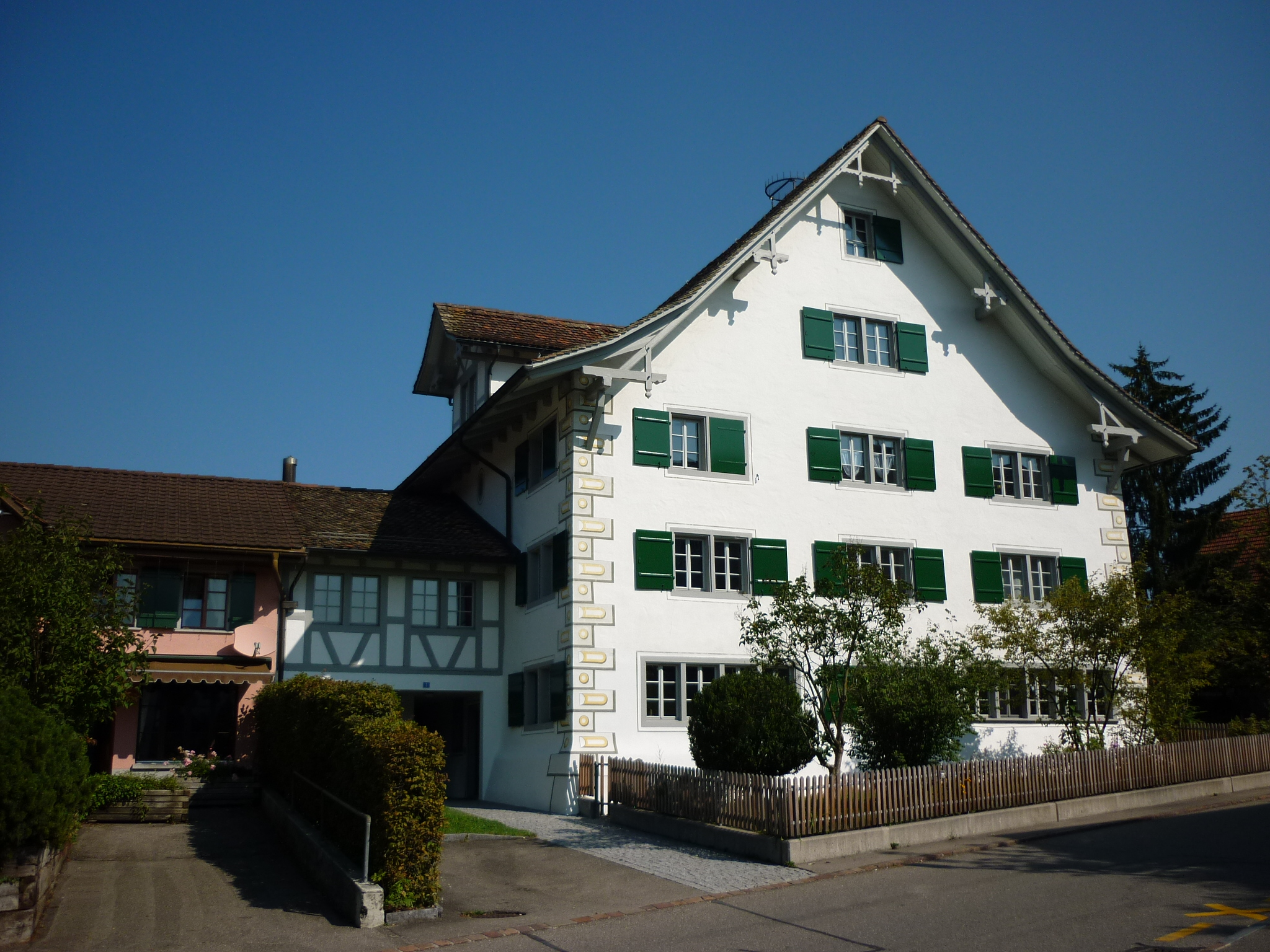
Tradiční architektura v obci

| Rok            | 1771 | 1850 | 1860 | 1900 | 1941 | 1950 | 1970 | 1980 | 1990 | 2000 | 2010 |
| Počet obyvatel | 693  | 1148 | 1189 | 804  | 706  | 837  | 1604 | 2863 | 3494 | 3180 | 3431 |

## Doprava
Obec je obsluhována autobusovými linkami v rámci dopravního svazu Verkehrsbetriebe Zürichsee und Oberland.
Silniční spojení zajišťuje zejména hlavní silnice 339 Esslingen- a Usterstrasse, stejně jakovedlejší silnice, která stoupá jihozápadním směrem k obci Egg, kde se napojuje na dálnici Forchautobahn u sjezdu 5 Egg. Její prodloužení na severovýchod vede do Sulzbach-Oberuster nebo Heusberg-Aathal.

## Osobnosti
- Eveline Widmerová-Schlumpfová (* 1956), politička a prezidentka Švýcarska pro rok 2012